# Slawjanka (Gebirge)
Slawjanka (bulgarisch Славянка, "Slawische Frau") oder Orvilos (griechisch Όρβηλος), ist ein Gebirgszug an der Grenze zwischen Bulgarien und Griechenland.
Der im Türkischen auch als Alibotuş und im Bulgarischen als Kitka Planina (Китка планина) bekannte Gebirgszug erstreckt sich südlich des Pirin-Gebirges und ist mit diesem durch den Parilska-Sattel verbunden. Der höchste Punkt ist der Gotsev Vrah mit 2212 m. Andere bedeutende Gipfel sind der Golyam Tsarev Vrah (2186 m), Malak Tsarev Vrah (2087 m), Shabran (2196 m) und Salyuva Dzhamiya (2027 m).
Das Massiv ist ein Plateau mit steilen Hängen. In der ausgeprägten Karstlandschaft gibt es mindestens 30 Höhlen. Das Klima ist stark mediterran geprägt mit den höchsten Niederschlägen im Herbst und Winter. Die Durchschnittstemperatur liegt in den niederen Regionen bei 14 °C und bei 6 °C in den Gipfelregionen; sie liegen höher als bei vergleichbaren Gebirgen in der Region. 
Slawjanka besitzt eine reiche Vegetation mit mehr als 1700 Gefäßpflanzen. Davon sind 20 Arten endemisch, fünf weitere kommen in Bulgarien nur hier vor. Die niederen Regionen sind reich an Schwarzkiefern. Über 1800 m Meereshöhe gedeiht vor allem die Schlangenhaut-Kiefer, die im Slawjanka ihr größtes Vorkommen auf dem Balkan erreicht. Die Fauna beinhaltet sowohl Tiere, die für den Balkan typisch sind, wie Rothirsch, Wildschwein, Hase, Fuchs und Dachs, als auch charakteristisch mediterrane Tiere wie Schakal, Europäische Katzennatter, mehrere Arten von Schildkröten, Eidechsen und andere. 44 Arten von Schnecken wurden gezählt.
Der griechische Teil des Gebirges ist unter dem griechischen Namen Koryfes Orous Orvilos (Κορυφές όρους Όρβηλος) als Natura 2000 Schutzgebiet ausgewiesen.

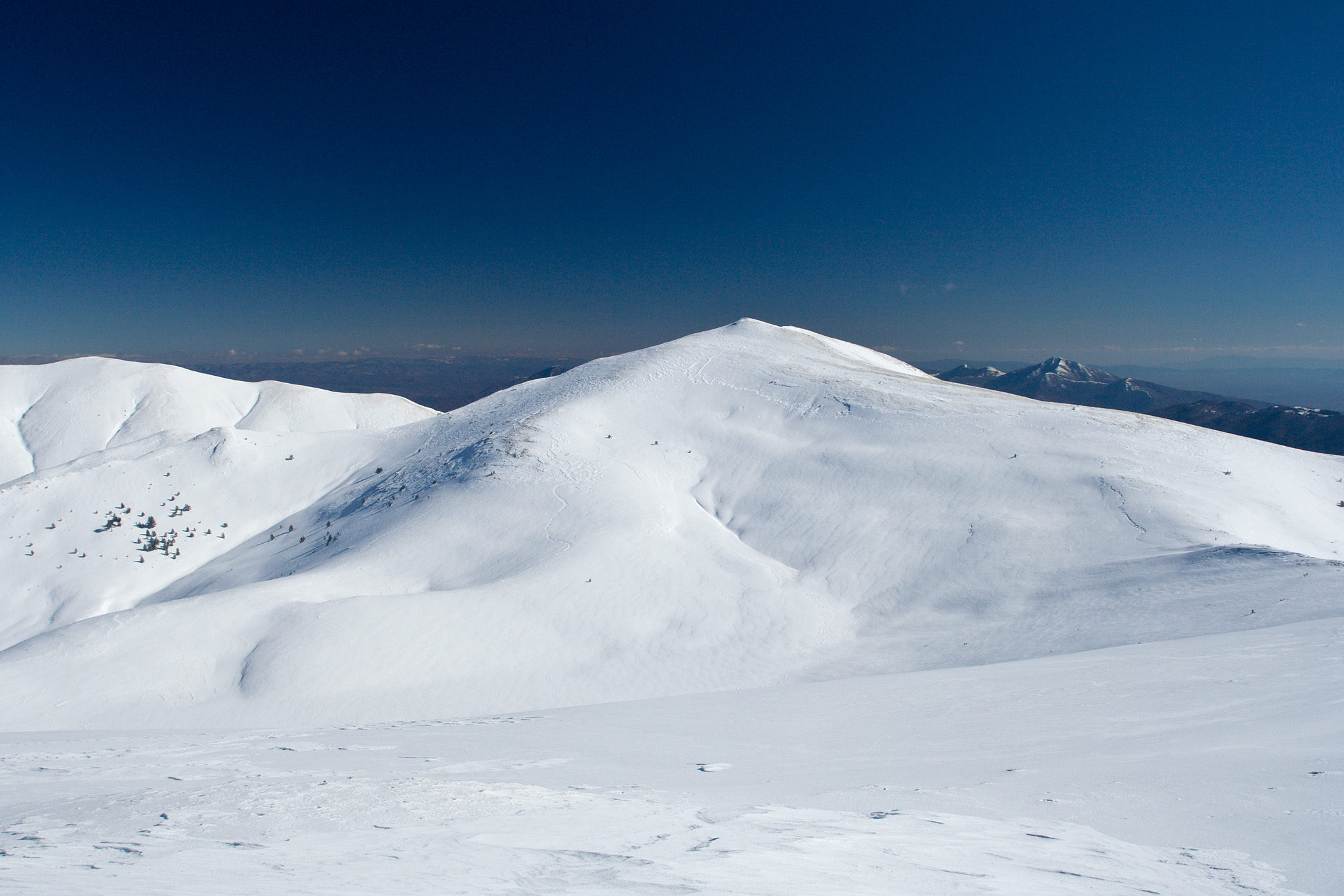
Gipfel des Gotsev Vrah (2212 m)